# 2000年夏季残疾人奥林匹克运动会中国澳门代表团
2000年夏季残疾人奥林匹克运动会中国澳门代表团是中国澳门派出的2000年夏季残疾人奥林匹克运动会代表团。未获得奖牌。